# Đorge Ivanov
Đorge Ivanov (mak. Ѓорге Иванов; Valandovo, 2. svibnja 1960.), profesor na Pravnom fakultetu u Skoplju, predsjednik Sjeverne Makedonije, kandidat stranke VMRO - DPMNE. Dužnost predsjednika obnašao je 12. svibnja 2009. do 12. svibnja 2019.
Osnovnu i srednju školu završio je u rodnom Valandovu. Do 1990. bio je član Saveza socijalističke omladine Jugoslavije. Godine 1995. je izabran za asistenta na Pravnom fakultetu u Skoplju, a 1998. za docenta na predmetima političke teorije i filozofije. Sljedeće godine je izabran za gostujućeg profesora na postdiplomskim studijima za jugoistočnu Europu na Sveučilištu u Ateni. Od 2000. godine član je Vijeća direktora za europske postdiplomske studije za demokraciju i ljudska prava na bolonjskom Sveučilištu i koordinator na kursu za demokraciju, koji se izvodi na Sveučilištu u Sarajevu. Od 2001. godine je rukovoditelj na političkim studijima pri Pravnom fakultetu u Skoplju. Godine 2002. je izabran za izvanrednog profesora, a 2008. za redovnog. Od 2004. do 2008 bio je prodekan Pravnog fakulteta, a od 2008. godina je predsjednik Odbora za akreditaciju visokog obrazovanja Republike Makedonije.
Bio je predsjednički kandidat konzervativne stranke VMRO-DPMNE na predsjedničkim izborima u Makedoniji, 22. ožujka 2009. Iako je predložen za kandidata od vladajuće stranke VMRO-DPMNE, on nije njezin član.